# Прокрида (трагедия)
«Прокрида» (др.-греч. Πρόκρις) — трагедия древнегреческого драматурга Софокла (V век до н. э.) на тему, связанную с аттическими мифами, текст которой почти полностью утрачен.
Главная героиня пьесы — афинская царевна Прокрида, жена Кефала. Однажды она заподозрила мужа в измене и решила выследить его, когда он пошёл на охоту. Кефал, заметив шевеление в кустах, метнул туда копьё и убил Прокриду. От всей трагедии уцелела только одна строка — «Каратели, корящие в бедах…»; поэтому нет данных о том, как миф изменился в изложении Софокла.